# Boiernaș
Un boiernaș reprezenta un boier cu o situație inferioară marilor latifundiari.
În Țările Române, boiernașii (sau micii boieri) ocupau funcții în armată sau în administrație. Fiecare cap de familie de boiernaș avea diplomă domnească. Întreaga familie de boiernaș se bucura de numeroase privilegii. 
În cadrul adunărilor elective desfășurate în împrejurări deosebite, de criză politică sau dinastică, alături de marii boieri participau și boiernașii, și curtenii. Asemenea adunare se numea deja "marea adunare electivă" sau "marea adunare a țării". Evenimente de acest fel au avut loc rar. La o asenenea adunare, pe timp de criză (1522), a fost ales domnitor în Țara Românească Radu de la Afumați. O altă "mare adunare a țării" cu participarea boiernașilor alături de marii boieri a mai avut loc în Țara Românească cu prilejul schimbării în fapt a dinastiei, în anul 1602, când tot din rațiuni militare și politice imperioase, la Cârstienesti, județul Argeș, unde se afla oastea boierilor proimperiali, a trebuit să fie ales Radu Șerban, din familia Craioveștilor, primul domnitor care nu făcea parte din neamul domnesc al urmașilor lui Basarab I.